# General Santos
General Santos – miasto w Filipinach w regionie SOCCSKSARGEN, na wyspie Mindanao.
W 2010 roku liczyło 444 116 mieszkańców.